# Fernando Rabelo
Fernando Rabelo (Belo Horizonte, 1962) é fotógrafo.

## Biografia
Fernando Rabelo, nasceu em Minas Gerais, passou parte da infância no Chile e na França durante o exílio do pai (José Maria Rabelo).
Em 1980 aos 17 anos de idade retornou ao Brasil com a anistia política.
De 1983 À 1998 foi fotógrafo da Secretaria Municipal de Turismo de Belo Horizonte.
Trabalhou na Folha de S.Paulo, O Globo e no Jornal do Brasil como fotógrafo com o tempo passou a trabalhar como editor de fotografia. Também já trabalhou no jornal Diário de Minas.
Retornando para a França, em 2005, cursou fotografia em Paris e realizou o ensaio "Imagens de um Flâneur Brasileiro em Paris".
```
“Como flâneur, pude não só retratar Paris a partir de ângulos inusitados, como experimentar outra relação entre o tempo e a imagem fotográfica. Houve momentos em que passava o dia flanando e voltava para casa sem nenhuma imagem. No dia seguinte, eu retornava aos mesmos lugares e realizava as fotografias, onde eu podia esperar pacientemente o melhor momento, a melhor luz, o instante mágico” - Fernando Rabelo
```

Autor do livro "Tributo Alagoa", trata-se de coletânea que reúne imagens sobre a Lagoa Rodrigo de Freita, no Rio de Janeiro.
Na década de 90 retratou a Música Popular Brasileira (MPB), realizou a exposição "Foco na MPB".
É editor do blog "Imagens & Visions".

## Carreira
Em 1990, iniciou a profissão de repórter fotográfico.
Em 1992, passou a trabalhar para a sucurdal carioca da Folha de S.Paulo.
Em 1993, passou a trabalhar no Jornal do Brasil, trabalhou durante 12 anos como repórter fotográfico e de 2004 à 2005 trabalhou como editor de fotografia.

## Livro
- Tributo a Lagoa, em 2000;
- Cores e luzes de Belo Horizonte, 2014;[7][8]